# Jack Vidgen
Jack Vidgen (Mona Vale, Új-Dél-Wales, Ausztrália 1997. január 17. –) ausztrál énekes. Ismertségét az ausztrál Got Talent 5. évadjában való szereplés hozta meg számára. Később lemezszerződést írt alá a Sony Music Australia kiadóval, majd megjelent debütáló kislemeze Yes I'am címmel. Stúdióalbuma 2011 augusztusában került a boltokba. Az album az ARIA listán a 3. helyezést érte el, és arany minősítést kapott. Második lemeze, az Inspire 2012 áprilisában jelent meg, és 23. helyezést ért el az ausztrál albumlistán. 2019-ben Vidgen megjelent az ausztrál The Voice 8. évadjában, majd az American's Got Talent műsorában is.

## Élete
Jack Vidgen 1997. január 17-én született Új-Dél-Walesben Steve Vidgen és Rachel Hayton fiaként. 2007 és 2010 között különféle versenyeken vett részt, többek között Sydney-ben, a School Spectacular, és az Eisteddfod, és karácsonyi rendezvényeken. Megtanult gitározni és zongorázni. Iskolába a Balgowlah Boys High Scoolba járt, majd az ausztrál Got Talent 2011-es győzelme után Vidgen mint magántanuló folytatta tanulmányait. 2014 márciusában eltávolítottak egy tumort a szeme körül.

## Karrierje

### 2011: Ausztrál Got Talent

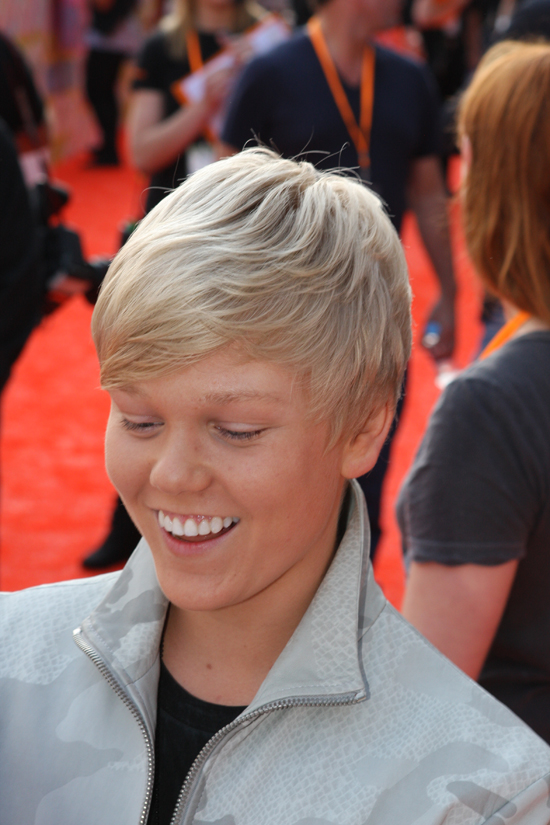
Jack Vidgen 2011-ben

Vidgen ismertségét az ausztrál Got Talent 5. évadja hozta meg számára, ahol Whitney Houston "I Have Nothing" című dalát énekelte.  Az előadás a zsűrit és a közönséget is lenyűgözte. Kyle Sandilands a meghallgatás előtt azt nyilatkozta: "Vagy lenyűgöző, vagy szörnyű leszel" - mindkettőt élvezni fogom. Brian McFadden zsűritagot annyira megindította az előadás, hogy az előadás után odament a színpadhoz, és megpuszilta Vidgen arcát. Az előadást a YouTube csatornán több mint 23 millión látták. Vidgent az ausztrál Justin Biebernek titulálták, és elárasztották nemzetközi és helyi ajánlatokkal. A fiú Perez Hilton figyelmét is felhívta, aki elkezdett egy blogot vezetni a fiú előadásairól weboldalán.
Vidgen fellépett az első elődöntő show-műsorban, és elénekelte a Dreamgirls című film betétdalát, az "And I Am Telling You I'm Not Going" címűt. Az előadás óriási sikereket, és ovációt hozott számára a közönség és a zsűri részéről. Sandilands azt mondta Vidgenről, hogy ő hisz a reinkarnációban, és biztosan egy fekete nő hangja lakozik benne. McFadden Vidgenről azt nyilatkozta, hogy a valaha hallott legjobb hang az övé. Miután a nyilvános szavazással megnyerte az első elődöntőt, tovább folytatta, és a következő fordulóban Adele "Set Fire to the Rain" című dalát adta elő. Az előadás után Dannii Minogue zsűritag azt mondta: "A te hangod mindenkit felemel, aki hallgatja", míg McFadden viccesen hozzátette, hogy Vidget előadása, és hangja a zeneipar fiúbandáinak végét jelentheti. Vidgen ismét nyert, és bekerült a döntőbe, majd előadta a "Yes I am" című dalát. Néhány nappal később a zenekritikusok megkérdőjelezték a dal szerzőit, mivel másik két ember is közreműködött a dalszerzésben, és kérdéses volt, hogy Vidgen mennyire vett részt a dal írásában.[forrás?] Vidgen 2011. augusztus 7-én a "Sunday Night" című műsorban elmondta, hogy ő írta a dalszövegeket, és elvitte őket Erana Clark énektanárhoz, aki a producere is volt a szerzeménynek. Nem én írtam a zenét, de a dalszövegek az én tollamból származnak.
Vidgen 2011. augusztus 2-án a nagydöntőben megnyerte a versenyt, és 250.000 dollárt kapott.

### 2011 - 2014: A "Yes I'am és az "Inspire"
Az ausztrál Got Talent győzelme után Vidgen lemezszerződést írt alá a Sony Music Australia-val. A "Yes I'am" című dalt, mint debütáló dalt, 2011. augusztus 3-án elérhetővé tették digitálisan letölthető formátumban. A dal a 35. helyezést érte el az ARIA Singles Charts listáján. Vidgen és Erana Clark közösen írták meg a gospel soul stílusú dalt, és az A2 nevű producerrrel. Ők írták a "Fly" című dalát is debütáló "Yes I'am" című albumára is. Az albumot 2011. augusztus 19-én jelentették meg, és tartalmaz pár feldolgozást is, melyeket  Vidgen előadott a  Got Talentben is, melynek Chong Lim volt a zenei vezetője. Az album a 3. helyen debütált az ausztrál ARIA listán, és arany minősítést kapott az eladott 35.000 példányszám alapján.
Vidgen második stúdióalbuma az Inspire 2012. április 27-én jelent meg. Az albumon feldolgozások találhatóak, többek között Michael Jackson, Bill Withers, Cyndi Lauper, John Lennon, és Beyoncé Knowles dalaiból. Az album 23. helyezést ért el az ARIA albumlistán, de még így sem érte el a debütáló album sikerét. Vidgen második kislemeze a "Fiding You", melyet a The Potbellez írt, digitálisan 2012. július 10-én jelent meg. A dalt Vidgen másnap előadta  Got Talentben is. Vidgen 2014-ben szakított a Sony Music kiadóval.

### 2019: The Voice és a visszatérés
2019. június 2-án Vidgen megjelent a The Voice Australia 8. évadjában. A Who magazinnak adott interjúban Vidgen elmondta: "Miután megnyertem az ausztrál Got Talent versenyét, a Facebookon halálos fenyegetéseket is kaptam...az élet nehéz...megjegyzésekkel. Öt évvel ezelőtt abbahagytam az éneklést, mert azt hiszem teljesen kiégtem, és az éneklés szeretetéből estem ki". Vidgen Guy Sebastian csapatába került be, ahol végül féldöntős lett.
2019 decemberében Vidgetet felkérték, hogy képviselje hazáját a 2020-as Eurovíziós Dalversenyen. Az "I King I am Queen" című dallal, mely a 8. helyezést érte el a 10. mezőnyben.

## Diszkográfia

### Stúdióalbumok
| Cím      | Megjelenés                                                                                        | Legjobb slágerlistás helyezés | Díjak, jelölések |
| Cím      | Megjelenés                                                                                        | AUS                           | Díjak, jelölések |
| -------- | ------------------------------------------------------------------------------------------------- | ----------------------------- | ---------------- |
| Yes I Am | - Megjelent: 2011. augusztus 19. - Formátum: CD, Digitális letöltés - Label: Sony Music Australia | 3                             | - ARIA: Arany    |
| Inspire  | - Megjelent: 2012. április 27. - Formátum: CD, Digitális letöltés - Label: Sony Music Australia   | 23                            |                  |

### Kislemezek
| Év   | Cím                                    | Legjobb slágerlistás helyezés | Album             |
| Év   | Cím                                    | AUS                           | Album             |
| ---- | -------------------------------------- | ----------------------------- | ----------------- |
| 2011 | "Yes I Am"                             | 35                            | Yes I Am          |
| 2011 | "And I Am Telling You (I'm Not Going)" | —                             | Yes I Am          |
| 2012 | "Finding You"                          | —                             | Nem album dal     |
| 2019 | "I Am King I Am Queen"                 | —                             | Australia Decides |

## Díjak, jelölések
| Év   | Tipus                                      | Díj                    | Eredmény |
| ---- | ------------------------------------------ | ---------------------- | -------- |
| 2011 | Nickelodeon Australian Kids' Choice Awards | Aussie Musos           | Jelölve  |
| 2011 | IT List Awards                             | 2011 dala ("Yes I Am") | Jelölve  |
| 2011 | IT List Awards                             | 2011 albuma (Yes I Am) | Jelölve  |
| 2011 | IT List Awards                             | Ausztrál férfi előadó  | Jelölve  |